# Дино Сани
Ди́но Са́ни (порт.-браз. Dino Sani; 23 мая 1932, Сан-Паулу) — известный бразильский футболист и тренер. Выступал за сборную Бразилии, с которой стал чемпионом мира 1958 года.

## Биография

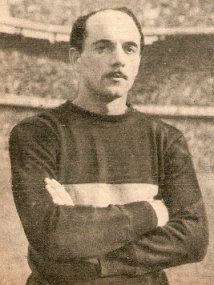
Дино Сани в 1960 году

Дино Сани начал свою карьеру в «Палмейрасе», затем играл на правах аренды в клубе «XV ноября» (Жау), а потом за «Комерсиал» из Сан-Паулу, вместе с Орландо. В 1954 году перешёл в «Сан-Паулу», с которым стал чемпионом штата в 1957 году.
В 1958 году он стал чемпионом мира. Сыграл в двух матчах сборной на групповом этапе. В 1959 году Сани перешёл в аргентинскую «Боку Хуниорс» за 1 миллион долларов США, а затем в итальянский «Милан», с которым победил в чемпионате Италии и Кубке чемпионов в 1963 году. Закончил карьеру Сани в «Коринтиансе».
После окончания карьеры футболиста Сани перешёл на тренерскую работу, где открыл миру футбола целую плеяду звезд: Пауло Сезара Карпежиани в «Интернасьонале», Леандро во «Фламенго», Рубена Паса в «Пеньяроле». В 1970 году ему предлагали пост тренера сборной Бразилии на чемпионате мира, но Дино отказался.

## Достижения
- Чемпион штата Сан-Паулу (1): 1957
- / Победитель турнира Рио-Сан-Паулу (1): 1966
- Чемпион Италии (1): 1961/62
- Победитель Кубка европейских чемпионов (1): 1962/63
- Чемпион мира (1): 1958